# Церква Святого Георгія (Мангуп)
Церква Святого Георгія — руїни православного храму XV—XVI століття на Мангупі, розташовані в основі мису Еллі-Бурун.

## Опис
Пам'ятник являв собою одну нефну церкву з апсидою, розмірами 9,60 на 6,00 м, орієнтовану строго по осі захід — схід, що всередині складалася з прямокутного наосу (6,30 на 4,40 м) і вівтарної частини (2,40 на 1,60 м). Слідів власне вівтаря (вівтарної перепони та престолу) археологічними дослідженнями поки що не виявлено. Стіни храму складені вперев'язок, у техніці тришарової двопанцирної кладки із забутовкою, на вапняному розчині з додаванням піску та великої річкової гальки. На 2015 рік фундамент, завтовшки близько 0,8 м (у кутах до 1 м), зберігався на висоту 6 рядів кладки (до 1,17 м заввишки). Камені фундаменту (бут великого та середнього розміру з грубою лицьовою підтіскою) клалися на вирівняну поверхню скелі, місцями з ґрунтовими підсипками. Лицьові поверхні стін були облицьовані прямокутними блоками з ретельно підтесаною поверхнею та оштукатурені зсередини та зовні. Перекриття церкви було кроквяним, ухил скату покрівлі передбачається до 20°, основним матеріалом покриття даху використовувалася черепиця. Вхід у храм розташовувався із західного боку, всередині будівлі розкопано 2 неодноразово використані гробниці. Стіни та склепіння церкви, включаючи її вівтарну частину, зсередини були вкриті багатим багатобарвним фресковим розписом, використовувалися природні барвники шести кольорів: жовтого, зеленого, червоного, коричневого, чорного та синього; археологи припускають наявність двох верств фрескового розпису, що, мабуть, пов'язані з двома періодами (ремонтами) історія церкви. При храмі існував некрополь, в основному з двома типами похоронних споруд (вирубаними скельними гробницями): прямокутні ями та «склепного» типу з невеликим входом-дромосом, призначені для багаторазових поховань.

## Історія
За підсумками археологічних досліджень 2015—2016 років в історії споруди було визначено кілька будівельних періодів. Перший не має точної хронології і визначається як скельна споруда функціональне призначення поки неясно, від якої збереглися окремі вирубані щаблі висотою від 0,07 до 0,31 м. На місці цієї будівлі, у першій половині XV століття (найвірогідніше, у другій чверті століття), зводиться однонефний одноапсидний храм сучасних розмірів (його «підлогою» стала скельна поверхня, нерівності якої були знівельовані ґрунтовими підсипками з вапняною обмазкою) з розташованим навколо нього на двох скельних терасах кладовищем — власне церква Св. Георгія. Причиною такого хронологічного висновку є висновок про будівництво фундаменту на попередньому культурному шарі. Храм постраждав при падінні Мангупа 1475 року і був на деякий час покинутий. Відновлення церкви починається наприкінці XV — початку XVI століття (за знахідками монет — не пізніше правління хана Менглі Ґерая I (1478—1515)). Новий рівень «підлоги» було споруджено на «кам'яному завалі на 2-му шарі» — мабуть, на вирівняних рештках руйнування. Він був вимощений плитовою вимосткою, у цей період з'являються дві гробниці біля входу в наос з кам'яною обкладкою та новий вівтарний престол із солеєю. Зсередини церква була заново вкрита фресковим розписом. За турецьким переписом початку XVI століття в місті, в межах оборонних стін, обліковувалося шість кварталів (приходів) — мабуть, храмбув відновлений як парафіяльна церква. Новий храм проіснувала недовго — ближче до кінця XVI століття християнське населення залишає Мангуп і найпізніша датована знахідка з розкопок храму — монета хана Девлет Ґерая I (1550—1577). Мартін Броневський, який відвідав Мангуп близько 1578 року, відзначав її «нікчемний» стан. На час подорожі Евлії Челебі в 1666—1667 роках церква і цвинтар при ній були остаточно занедбані, а на початку XIX століття стіни були розібрані на будівельний матеріал.

## Історія вивчення
Про храм збереглися давні письмові свідчення. Польський дипломат Мартін Броневський у 1578 році бачив церкву, що ще збереглася, і залишивши про це відповідний запис
Тепер залишилися там лише грецька церква св. Костянтина та інша св. Георгія, зовсім нікчемні.
Відомий турецький мандрівник Евлія Челебі 1667 році згадував цікаві подробиці про храм
На одній із сторін дороги стоїть храм невірних. Над його дверима на чотирикутній мармуровій дошці знаходиться вирізане зображення вершника на коні з списом. Під ногами коня — убитий дракон. Це — неймовірне диво.
У 1912 році, при розкопках у верхів'ях балки Капу-дере, Р. Лепером було виявлено фрагмент цього рельєфу (збереглася лише нижня частина коня, що несе вершника, що долає дракона), що дозволило ототожнити археологічний об'єкт із храмом св. Георгія. Церква Св. Георгія відзначена на обох планах Мангупа, виконаних російськими топографами в 1780-і роки, серед трьох грецьких або християнських церков, як вони позначені в експлікаціях до креслень. Про розпис храму згадував у 1793 П.-С. Паллас
...можна ще розглянути ікони святих, що збереглися, писані фарбами на стінах, і в одній — прекрасний образ Марії
Ф. Браун в 1890 році частково розкопав некрополь, але самої церкви «не помітив». На 1912 рік, судячи з коротких звітів і фотографій Лепера, зберігалися нижні ряди стін, облицьовані блоками з добре обробленою (підтесаною) лицьовою поверхнею; дверний отвір з пороговою двочастинною плитою та оформлений такими ж великими обробленими блоками у техніці двошарової кладки; плитова вимостка солеї та нижній ряд вівтарної перешкоди; також тесаним каменем була оброблена апсида храму; зберігалися два престоли у вівтарній частині, в розкопі зустрічалися фрагменти фрески.